# Artema di Pozzuoli
Artema (Pozzuoli, III secolo – 25 gennaio III secolo) fu un giovane martire cristiano ed è venerato come santo dalla Chiesa cattolica.

## Agiografia
Artema nacque a Pozzuoli da genitori nobili e cristiani. Il maestro Catigeta, al quale venne affidato, lo avviò agli studi letterari, ma il giovanetto offrì saggi così sorprendenti dell'acutezza del suo ingegno che il maestro, anche per metterlo alla prova, affidò a lui l'educazione dei suoi condiscepoli. 
Artema, però, non si fece soltanto maestro di lettere, ma anche di fede cristiana. I compagni andarono per accusarlo da Catigeta. Questi chiamò il ragazzo e lo invitò ad abbandonare la religione cristiana, ma non vi riuscì, anzi il giovane difese brillantemente le sue convinzioni in materia di fede. 
Artema venne condotto, con l'accusa di proselitismo, davanti al prefetto di Pozzuoli che lo condannò ad essere ucciso dai suoi stessi compagni a colpi di stilo, lo strumento che utilizzavano per scrivere sulle tavolette cerate. I puteolani seppellirono di notte il corpo martoriato di Artema in luogo detto Campana, distante da Pozzuoli tre miglia.

## Culto
Sant'Artema è inscritto nel catalogo dei martiri almeno dal V secolo e fu venerato dai puteolani fino al X secolo, poi il suo culto fu ripreso e autorizzato dalla congregazione dei riti il 10 luglio 1959 per la diocesi di Pozzuoli grazie alla tenacia dell'allora vescovo di quella sede, il cardinal Alfonso Castaldo. 
L'unica chiesa al mondo che venera sant'Artema martire si trova a Pozzuoli e precisamente nel quartiere di  Monteruscello. Inoltre nella cattedrale della stessa diocesi è presente un dipinto settecentesco ad olio su tela di Giovanni Lanfranco che raffigura il suo martirio.